# La Tesa
La Tesa è un'area archeologica situata nel territorio di Mirandola, in provincia di Modena, in cui fu attiva una villa romana con fornace per laterizi, a cui si affiancò una necropoli con centinaia di sepolture sia di cremati che di inumati tra la prima età romana imperiale fino al III sec. d.C.

## Storia

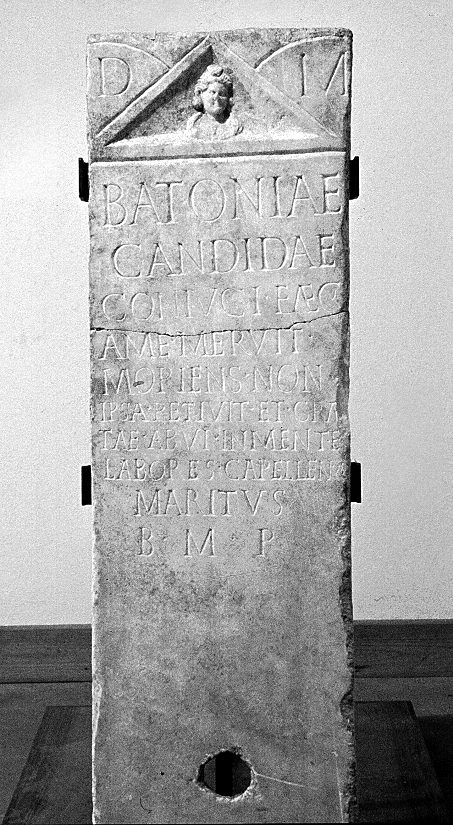
Stele di Batonia Candida, ritrovata nel 1954

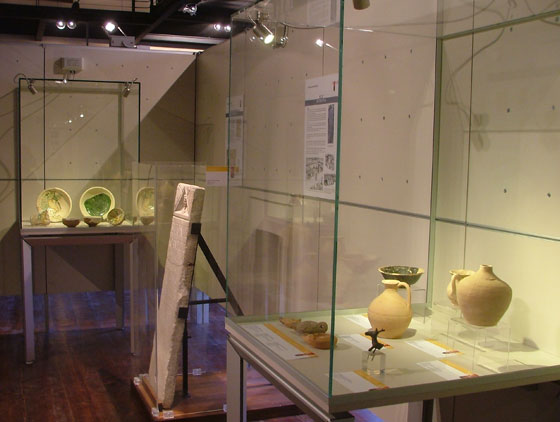
Reperti archeologici esposti nel Museo civico di Mirandola

È noto che già tra il XIV e XVI secolo vi era nelle Valli mirandolesi una località nota come "Valle di Montirone", posta tra le frazioni di Mortizzuolo, Gavello e San Martino Spino, in cui si rinvenivano antichi reperti archeologici. Nel 1380 infatti il cronista Ingrano Bratti documentò che nella zona del Montirone si trovavano ancora le vestigie di qualche nobile ed antica città, tra cui medaglie di metallo e sepolture con lapidi incise in lingue antiche e altri egregi manufatti in marmo. Nel 1536 circa, il frate Leandro Alberti annotò:

Nel repertorio redatto nel 1866 da Mantovani sulle scoperte archeologiche nel territorio di Sermide e dintorni è annotato che 
Negli anni 1930 vennero ritrovati, tra il fondo della Tesa e via Povertà, numerosi reperti romani nei pressi di una motta posta sul dosso fluviale del cosiddetto "paleoalveo dei Barchessoni", in parte coincidente con un precedente insediamento della medio-tarda età del Bronzo media-recente.
Nel 1943, durante una campagna di scavi, venne rinvenuto alla profondità di 0,72 metri un "pavimento costituito di laterizi manubriati accostati a secco; frammenti di embrici, di tegole e di anfore, ceramica corallina sigillata, vetri, ecc.", oltre a "numerose tombe, pure d'età romana, di cremati e d'inumati" a ovest della motta preromana. Nel 1953 furono recuperati diversi mattoni sesquipedali interi, uno dei quali con l'incavo di presa sul lato maggiore, una lucerna con il bollo FORTIS, un'altra lucerna a forma di "pigna", due balsamari a ventre espanso e lungo collo sottile, entrambi in vetro. Nel 1954 venne trovata la stele di Batonia Candida della metà del III secolo d.C.
Nel 1969 la motta venne livellata totalmente e fu ritrovato lo strato superficiale di una terramara e varie tombe "alla cappuccina" di età romana, di cui alcune con corredo, e un pozzo. Successivamente furono trovati frammenti ceramici appartenenti ad anfore, balsamari, firmalampe, tegole e mattoni sesquipedali. 
Da quanto detto finora, il sito si identifica con un contesto abitativo, nel quale fu attiva, per un certo periodo, una fornace per laterizi. Accanto a questo primo nucleo si sviluppò, dalla prima età imperiale fino al III sec. d.C., una necropoli con sepolture sia di cremati che di inumati, di dimensioni tali che sembra utilizzata dal popolamento rustico dell'intera zona. Alla luce di queste considerazioni acquista una certa attendibilità anche la segnalazione del Mantovani, che ricorda la scoperta, intorno al 1860 alla Tezza o Tesa, di "centinaia di tombe romane".